# Tally Brown
Tally Brown (New York, 1º agosto 1924 – New York, 6 maggio 1989) è stata un'attrice e cantante statunitense che ha fatto parte della scena artistica underground newyorkese degli anni '60 e '70, frequentando stabilmente la Factory di Andy Warhol.

## Biografia
Nata nel 1924 a Brooklyn, è morta d'infarto nel 1989, all'età di 64 anni, presso il Mount Sinai Hospital di Manhattan.

### Carriera musicale
Brown intraprese una formazione musicale classica alla Juilliard School a sedici anni, ma dal 1947 si avvicinò al jazz e al blues dopo aver incontrato Leonard Bernstein a Tanglewood. Insieme alla pianista Ruth W. Greenfield, nel 1951 Brown fu tra le fondatrici del Fine Arts Conservatory di Miami, definito dal New York Times come "uno dei primi teatri e scuole d'arte razzialmente integrati degli Stati Uniti meridionali."
Negli anni '50 la Brown sviluppò uno stile rhythm and blues simile a quello di Ma Rainey e Bessie Smith, e nello stesso periodo pubblicò un album intitolato A Torch for Tally assieme al Jimmy Diamond Quartet, contenente brani come Limehouse Blues, Honeysuckle Rose, e My Man. Venne inoltre scritturata nelle produzioni di Mame, The Pajama Game, Medea e altri spettacoli che furono messi in scena a Broadway e non. Negli anni '60 e '70 cantò in importanti nightclub di New York come il Reno Sweeney's e lo S.N.A.F.U., esibendosi abitualmente anche ai Continental Baths, una sauna gay.
Dopo la sua morte, il New York Times pubblicò un necrologio ricordandola per le sue intense e drammatiche interpretazioni di canzoni di Kurt Weill, dei Rolling Stones e di David Bowie.

### Carriera da attrice
Brown iniziò la sua carriera di attrice apparendo nei film Batman Dracula (1964) e Camp (1965), entrambi diretti da Warhol. Apparve inoltre in alcuni film sperimentali come Brand X (1970) e The Illiac Passion (1964-67), oltre che nel film horror Silent Night, Bloody Night (1974).

## Filmografia

### Cinema
- Batman Dracula, regia di Andy Warhol (1964)
- Camp, regia di Andy Warhol (1965)
- ****, regia di Andy Warhol (1967)
- The Illiac Passion, regia di Gregory J. Markopoulos (1967)
- No President, regia di Jack Smith (1967)
- Brand X, regia di Win Chamberlain (1970)
- Scarecrow in a Garden of Cucumbers, regia di Robert J. Kaplan (1972)
- Silent Night, Bloody Night, regia di Theodore Gershuny (1972)
- 1 Berlin-Harlem, regia di Lothar Lambert e Wolfram Zobus (1974)
- Now or Never, regia di Lothar Lambert (1979)
- Tally Brown, New York, regia di Rosa von Praunheim (1979)
- Fort Bronx (Night of the Juggler), regia di Robert Butler (1980)

### Televisione
- The Art of Crime, regia di Richard Irving - film TV (1975)
- Mein New York, regia di Rosa von Praunheim - film TV (1982)